# 艶談・源平争乱記いろはにほへと
『艶談・源平争乱記いろはにほへと』（えんだん げんぺいそうらんき いろはにほへと）は、1988年にSTUDIO ANGELが開発、全流通が発売したアダルトアドベンチャーゲームである。
本項では、シリーズ作品である『艶談・徳川興隆記ごらくいん』（えんだん とくがわこうりゅうき -）と『艶談・歴史絵巻ぬかたのおおきみ』（えんだん れきしえまき -）について合わせて説明する。なお、それぞれの作品は『いろはにほへと』『ごらくいん』『ぬかたのおおきみ』のように平仮名部分のみを用いて略される。

## 概要
本作は、歴史絵巻アダルトアドベンチャーというシリーズ3部作の第1弾である。シリーズ作品はいずれも、偶然に、あるいは意図的にタイムスリップし、歴史の転換期の事件と、その当時の女性たちに関わっていくというストーリーとなっている。

## 登場人物（共通）
東国武士（とうごくたけし）
シリーズ第1作と第2作の主人公。歴史の成績はあまりよいとは言えず、それがタイムマシンを見つけ、過去に向かう遠因となっている。
山本静香（やまもとしずか）
武士の意中のクラスメイト。源義経の愛妻、静御前の血を引いている。
ひろき
武士のクラスメイト。静香と付き合っている。

## 作品一覧

### 艶談・源平争乱記いろはにほへと
シリーズ第1弾。源平の戦いを舞台としている。
後述のあらすじに示されているように、源義経を天下人に持ち上げることが目的であるが、それ以外の点については史実に近い形でストーリーが展開される。未来人である主人公は、本来展開されるはずの歴史を知った前提で、どのように誘導すれば本来の歴史に沿った形あるいは反した形で歴史を誘導できるかを考えながら、選択肢を選んでいくこととなる。
また、エンディングを迎えることができずにゲームオーバーとなった場合には、それまでの話が夢だったという扱いとなり、ストーリーの冒頭（武士が歴史の試験中に夢を見ていたところ）からゲーム再開となる。その場合、夢から覚めた後の静香にバカにされるシーンでは、直前のプレイで選択を誤った箇所を示してくれるようになっている（武士「○○じゃないの？」静香「○○だとしたら△△はどうなるのよ。武士って本当に何も知らないのね」と、バカにされる内容が変化するようになっている）。

#### あらすじ
東国武士は、意中のクラスメイト山本静香からバカにされてしまう。歴史の試験中に眠ってしまい、「鎌倉幕府を開いたのは源義経」という間違った解答が顔に移ってしまっていたのだった。このままバカにされたままではいられない。武士は答案を書き換えようと深夜の学校に忍び込むが、答案は既にパソコンに記入済みだった。ならばと職員室のパソコンを立ち上げると、なぜかタイムマシンが作動してしまい、1169年の京都にタイムスリップしてしまう。こうして平安時代にやってきた武士は「答案を書き換えられないのなら、歴史を変えてしまえばよい」と、源義経を天下人に持ち上げようと画策する。

#### 登場人物
弁慶
源頼朝
源義経
北条政子
静御前

### 艶談・徳川興隆記ごらくいん
シリーズ第2弾。戦国時代を舞台としている。なお、作品タイトルの「ごらくいん」とは落胤のことである。

#### あらすじ
前作『いろはにほへと』で源頼朝と源義経の歴史的立場を入れ替え、静御前の血を引く静香と結ばれることに成功した武士であったが、その影響で江戸幕府が10年しか持たないという思わぬ事態が発生。元通り「徳川300年」の歴史に戻すため、静香とともに戦国時代、本能寺の変が起こる1582年の京都に向かう。

#### 登場人物
お市の方
春日局

### 艶談・歴史絵巻ぬかたのおおきみ
シリーズ第3弾。作品タイトルでもある額田王が生きる飛鳥時代を舞台としている。

#### あらすじ
武士が使ったタイムマシンの秘密を知ったひろきは、飛鳥時代へと向かう。ひろきは中臣家の臣下となって、来世に残る名家となるよう、歴史に手を加えようとする。

#### 登場人物
- 額田王